# جامع أم مسجد
جامع أم مسجد أحد مساجد العراق التاريخية، ومن أقدم المساجد في البصرة، شُيّد في قرية تُسمَّى بـ (أمِّ مسجد)، تقع في الجنوب من ناحية الدّير وشمال ناحية الهارثة، في محافظة البصرة، ويعود تاريخ تأسيسه إلى عام 1838م، وبسبب قدِم تاريخ تأسيسه، لا يُعرف مؤسِّسه الرَّئيس، مساحته الكلّيّة مع الباحة تصل إلى ما يقارب (1000 متر) تقريباً، اشترك أهل القرية في بناء هذا الجامع وتعميره، وقد تبرَّع الحاجُّ عبد الحسين جيتا للمسجد بما يقارب ثمانمائة ألف طابوقة، وكان عرضه 11 متر تقريباً، وكان في الجامع مكتبة تسمَّى مكتبة الزهراء، تستقر في أحد جوانبه.
في عام 1974م، أُسِّس فيه موكبٌ باسم أنصار الإمام الحسين، وكان العديد من المواكب الحسينيَّة التّابعة للمناطق الأخرى تأتي إليه لإقامة العزاء وذكر مصائب آل البيت، وكان الجامع يكتظُّ بحضور الموالين.
في عام 2009م، تمَّ توسعة الجامع بجهود أهالي المنطقة، ومساعدة بعض الجنود التّابعين للجيش العراقيّ، فأصبح عرضه بعد التّوسعة حوالي (23 متراً)، وبفترة زمنيَّة قياسيَّة، تُقدر بـ (40 يوماً) تقريباً، ويوجد في الجامع مغتسلٌ، لتغسيل الموتى من أهل المنطقة والمناطق المجاورة.
زاره الكثير من الشَّخصيَّات العُلمائيَّة، أمثال الشَّيخ عبَّاس المظفَّر، والشَّيخ عبد الحسين، والشَّيخ كاظم المنصوري، ومن بين الخطباء الذين ارتقوا المنبر الحسينيّ فيه، السَّيِّد جاسم الطويرجاوي، والشَّيخ محمّد رضا الدّكسن، والشَّيخ حاتم الخرسان والشَّيخ هادي الخرسان، كما رُفع الآذان فيه بحناجر العديد من المؤذّنين، ومنهم: الحاج فالح، والحاج عبد النّبيّ.
تُقام في الجامع أنشطةٌ دينيَّةٌ كثيرةٌ، منها إقامة دورات في الدُّروس الحوزويَّة والقرآنيَّة لكلا الجنسين، ومن الأنشطة البارزة فيه أيضاً، إقامة التَّشييع الرَّمزي لأئمة أهل البيت، يشترك فيه جميع أهالي المنطقة.